# Vigersted
Vigersted ist ein Ort auf der dänischen Insel Seeland. Er gehört zur Gemeinde Ringsted in der Region Sjælland und zählt 548 Einwohner (Stand 1. Januar 2023).

## Entwicklung der Einwohnerzahl
| Jahr           | Einwohner |
| -------------- | --------- |
| 1. Januar 1976 | 342       |
| 1. Januar 1981 | 443       |
| 1. Januar 1986 | 459       |
| 1. Januar 1990 | 469       |
| 1. Januar 1996 | 458       |
| 1. Januar 2000 | 447       |
| 1. Januar 2004 | 449       |
| 1. Januar 2008 | 445       |
| 1. Januar 2009 | 464       |
| 1. Januar 2010 | 471       |

## Verwaltungszugehörigkeit
- bis 31. März 1970: Landgemeinde Vigersted, Sorø Amt
- 1. April 1970 bis 31. Dezember 2006: Ringsted Kommune, Vestsjællands Amt
- seit 1. Januar 2007: Ringsted Kommune, Region Sjælland